# Typhlographie
Typhlographie (von gr. τυφλός – blind und γράφειν – schreiben, zeichnen) beschreibt eine Folie, auf der man eine Grafik ertasten kann. Sie hilft blinden und sehbehinderten Menschen, sich ein Bild von etwas zu machen. Typhlographien werden vor allem im Unterricht als Lehrmittel eingesetzt. Besonders im Chemie-, Biologie-, Physik- und Geographie-Unterricht finden sie Verwendung, aber auch im Bereich der Architektur.

## Geschichte
Das Prinzip wurde 1953 von Nikolai Semevsky erfunden, um blinden Kindern nicht nur das Erkennen von Grafiken zu ermöglichen, sondern auch das Zeichnen. Die Methode verbreitete sich schnell an Blindenschulen in Russland.

## Herstellung
Da es Typhlographien kaum zu kaufen gibt, haben viele Blindenschulen eine eigene Werkstatt für ihre Fertigung. Zur Herstellung des Modells (auch Matrize oder Negativ genannt) wird zunächst die gewünschte Darstellung an einem Computer vereinfacht, d. h. auf die wichtigsten Informationen reduziert. Mit den Daten der Zeichnung wird dann an einem Lasercutter eine dünne Holzplatte, z. B. aus Birkenholz, geschnitten. Die einzelnen ausgeschnittenen Holzteile werden auf die Grundplatte geleimt. Um verschiedene Bereiche und Ebenen taktil unterscheiden zu können, werden anstelle der für ein visuelles Bild genutzten Farben unterschiedliche Oberflächen genutzt wie z. B. Schmirgelpapier oder Nägel mit rundem Kopf. Ergänzend kann dann noch eine Beschriftung der verschiedenen Bereiche mit Braille erfolgen. Die Matrize wird dann in einer Tiefziehmaschine unter Hitze in eine gespannte Folie hineingedrückt.